# Ina Schieferdecker

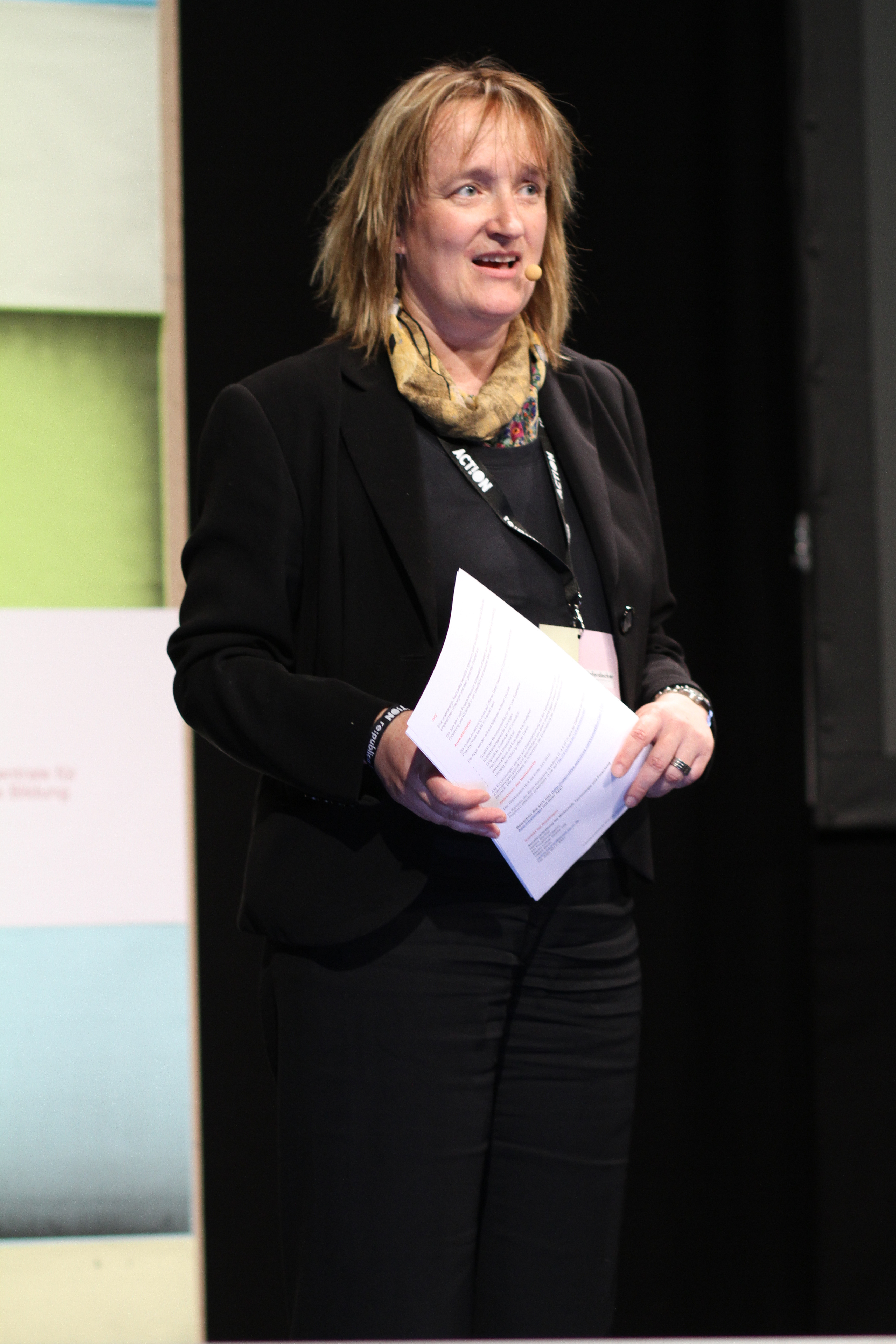
Schieferdecker auf der re:Publica 2012

Ina Kathrin Schieferdecker (geboren am 18. März 1967 in Berlin-Mitte) ist eine deutsche Informatikerin. Sie war Universitätsprofessorin und ist Honorarprofessorin an der Technischen Universität Berlin. Von 2015 bis 2019 leitete sie das Fraunhofer-Institut für Offene Kommunikationssysteme. Sie ist Gründungsdirektorin des Weizenbaum-Instituts für die vernetzte Gesellschaft. Im Oktober 2019 wurde sie Leiterin der Abteilung „Forschung für Digitalisierung und Innovation“ im Bundesministerium für Bildung und Forschung (BMBF). Im Juni 2023 wurde sie von dieser Position abberufen.

## Leben
Nach ihrem Abitur 1985 am Heinrich Hertz-Gymnasium in Berlin-Friedrichshain studierte Ina Schieferdecker von 1985 bis 1990 Mathematische Informatik an der Humboldt-Universität zu Berlin. 1994 wurde sie an der Technischen Universität Berlin zu leistungserweiterten Spezifikationen und der Analyse von Dienstqualitätseigenschaften promoviert. In kurzen Forschungsaufenthalten arbeitete sie am International Computer Science Institute (ICSI), Berkeley, USA und am CRIM, Montreal, Kanada.
Von 1997 bis 2004 war sie Leiterin des Kompetenzzentrums für Testen, Interoperabilität und Performanz. Anschließend war sie Leiterin des Kompetenzzentrums für Modellierung und Testen am Fraunhofer-Institut für Offene Kommunikationssysteme (FOKUS) in Berlin. Von 2003 bis 2011 lehrte Schieferdecker an der Technischen Universität Berlin Entwurf und Testen von Telekommunikationssystemen. Von 2011 bis 2015 leitete sie an der Freien Universität Berlin die Fachgruppe Modellbasierte Entwicklung und Qualitätssicherung von Software-basierten Systemen. Seit dem 1. Januar 2015 leitet sie das Fraunhofer-Institut für Offene Kommunikationssysteme FOKUS gemeinsam mit Manfred Hauswirth. Zum 1. Januar 2016 übernahm Ina Schieferdecker zudem eine Professur an der TU Berlin, Fachgebiet Quality Engineering of Open Distributed Systems am Institut für Telekommunikationssysteme. Sie ist Gründungsdirektorin des Weizenbaum-Instituts für die vernetzte Gesellschaft in Berlin, welches am 21. September eröffnet wurde.
Ina Schieferdecker befasste sich zunächst mit softwarebasierten vernetzten Systemen, vor allem mit deren Spezifikation, Modellierung, Simulation und Verifikation, seit ihrer Promotion insbesondere mit dem systematischen Testen dieser Systeme. Ende der 1990er Jahre verstärkte sie Arbeiten zu Themen der Testspezifikation und Automatisierung funktionaler Tests als auch von Leistungs- und Sicherheitstests. Sie leistete maßgebliche Beiträge zur Testing and Test Control Notation (TTCN-3) und zum UML Testing Profile (UTP).
Sie entwickelt modellbasierte Testansätze mit dem Ziel der weitergehenden Testautomatisierung, die über eine automatisierte Testausführung hinausgeht und die Generierung logischer Tests und Testdaten zum Ziel hat. Dabei werden neben softwarebasierten Systemen und deren Funktionalität und Leistungsfähigkeit auch eingebettete Systeme und ihre nicht-funktionalen Eigenschaften wie echtzeitkritisches Verhalten und sicherheitskritisches Verhalten betrachtet. Die Erweiterung der Testansätze kommunikationsbasierter Systeme auf eingebettete Systeme stellt einen weiteren Meilenstein ihrer Arbeiten dar. Ina Schieferdeckers Arbeiten zur Beherrschung der Dynamik kommunikationsbasierter, verteilter Systeme für eine nachweisliche und wiederholbare Bewertung der Systemeigenschaften durch Testen bilden eine wesentliche Grundlagen für eine Vielzahl nationaler und multinationaler Projekte.
Im Oktober 2019 wechselte sie zum Bundesministerium für Bildung und Forschung (BMBF) und leitete dort bis Juni 2023 als Ministerialdirektorin die Abteilung „Forschung für Digitalisierung und Innovation“.
Ina Schieferdecker ist verheiratet und Mutter von zwei Kindern (geboren 1991 und 1994).

## Auszeichnungen
- 2004 Förderpreis für junge Hochschullehrer der Alfried Krupp von Bohlen und Halbach-Stiftung.
- 2005 ITEA Achievement Award für das von ihr national geleitete Projekt TT-Medal (Test & Testing Methodologies for Advanced Languages)[9]
- 2009 ITEA Exhibition Award für D-MINT (Deployment of Model-Based Technologies to Industrial Testing).[10]
- seit Mai 2010 Mitglied von AcademiaNet nach Nominierung durch die Deutsche Akademie der Technikwissenschaften und die Fraunhofer-Gesellschaft[11]
- 2011 Aufnahme in die Liste der 100 Köpfe von Morgen der Bundesregierung.[12]
- 2012 und 2013  ITEA Exhibition Award für das von ihr international geleitete Projekt DIAMONDS (Development and Industrial Application of Multi-Domain Security Testing Technologies)[13]
- 2016 Berufung in den wissenschaftlichen Beirat der Bundesregierung Globale Umweltveränderungen (WBGU) vom Bundeskabinett[14]
- 2016 EUREKA Innovation Award für das von ihr international geleitete Projekt DIAMONDS (Development and Industrial Application of Multi-Domain Security Testing Technologies)
- 2021 Deutscher Preis für Software-Qualität (DPSQ)

## Mitgliedschaften
- Arbeitskreis Software-Qualität und Fortbildung (ASQF)
- Deutsche Akademie der Technikwissenschaften (acatech), seit 2014 Mitglied des IKT-Steuerungskreises
- German Testing Board (GTB)
- Gesellschaft für Informatik (GI)
- Institute of Electrical and Electronics Engineers (IEEE)
- Association for Computing Machinery (ACM)

## Weitere Tätigkeiten
Des Weiteren war sie Sprecherin des Smart City Netzwerks Berlin und Mitglied des Wissenschaftlichen Beirats der Bundesregierung Globale Umweltveränderungen (WBGU) sowie Mitglied im Lenkungskreis der Wissenschaftsplattform Nachhaltigkeit 2030. Sie war Mitglied im Vorstand der Technologiestiftung Berlin. Sie war Mitglied im Aufsichtsrat des Karlsruher Institut für Technologie KIT, Mitglied im Aufsichtsrat des Deutschen Forschungszentrums für Künstliche Intelligenz DFKI und Aufsichtsratsvorsitzende des Helmholtz-Zentrums für Informationssicherheit CISPA. Sie war Vertreterin des Gesellschafters Bund der Agentur für Sprunginnovationen SPRIND.